# Campiglia Marittima
Campiglia Marittima ist eine italienische Gemeinde in der Provinz Livorno in der Region Toskana mit 12.402 Einwohnern (Stand 31. Dezember 2023).

## Namensgebung
Der Name Campiglia leitet sich vom lateinischen Wort campus (italienisch campo ‚Feld‘) ab. Den Zusatz (italienisch Marittima ‚in Meernähe‘) erhielt Campiglia 1862 anlässlich der im Folgejahr stattfindenden Eröffnung seiner Bahnstation, um den Ort von anderen Orten gleichen Namens (mit entsprechend anderen Zusätzen), zu unterscheiden.

## Geografie
Das Gemeindegebiet hat eine Fläche von 83 km². Es ähnelt einem Dreieck, das sich von Norden nach Süden verbreitert. Vom nördlichsten Punkt unweit des Gipfels des Monte Calvi (646 m über N. N.) bis zum südlichsten Punkt, der sich bis auf 3 Kilometer dem Golf von Follonica nähert, misst man 12 Kilometer. Vom östlichsten Punkt, der wie ein Finger in den Naturpark Montioni (Parco interprovinciale di Montioni) hineinragt, bis zum westlichsten Punkt, der sich bis auf 1,5 Kilometer der Etruskischen Riviera nähert, sind es 14,5 Kilometer.
Der nördliche Teil des Gemeindegebiets liegt auf einem Ausläufer des Toskanischen Erzgebirges (Colline Metallifere), der mittlere und südliche Teil in der Cornia-Ebene (Val di Cornia). Das Flüsschen Cornia durchquert das Gemeindegebiet im Osten und Südosten.
Die Gemeinde Campiglia Marittima besteht aus dem gleichnamigen Hauptort sowie den Ortsteilen Venturina, Cafaggio, Banditelle und Lumiere.
Die Nachbargemeinden sind San Vincenzo (im Nordwesten und Westen), Suvereto (im Osten) und Piombino (im Südwesten und Süden).
In den ländlichen Gegenden der Gemeinde gibt es zahlreiche Bauernhöfe, die Olivenöl und Wein aus eigenem Anbau sowie andere regionale Produkte herstellen. Etliche Gehöfte bieten auch Urlaub auf dem Bauernhof an.

## Campiglia Marittima (Hauptort)
Der urkundlich erstmals 1004 erwähnte Ort Campiglia Marittima liegt auf einem das Umland beherrschenden Hügel. Der intakte mittelalterliche Ortskern mit seiner Stadtmauer, den steilen, verwinkelten Gassen und rustikalen Hausdurchgängen sowie den überwiegend unverputzten Hausfassaden zählt zu den schönsten historischen Städtchen an der Etruskerküste. Das baumförmige Straßen- und Gassennetz ist weitgehend natürlich gewachsen und trägt den beengten topographischen Verhältnissen auf der Hügelkuppe Rechnung. Von der Ruine der Höhenburg (11.–13. Jh.) am höchsten Punkt der Altstadt (215 m über N. N.) bietet sich ein Rundblick zum Golf von Follonica (im Süden), zum Golf von Baratti (im Südwesten; manchmal bis zur 100 Kilometer entfernten Insel Korsika) sowie in das hügelige, von Steinbrüchen zerklüftete Hinterland (vor allem im Norden). In der Gemeinde Campiglia Marittima finden sich Zeugnisse der etruskischen, römischen und mittelalterlichen Kultur. Einen Überblick vermittelt die heimatgeschichtliche Sammlung im ehemaligen Waffenturm der Höhenburg von Campiglia.

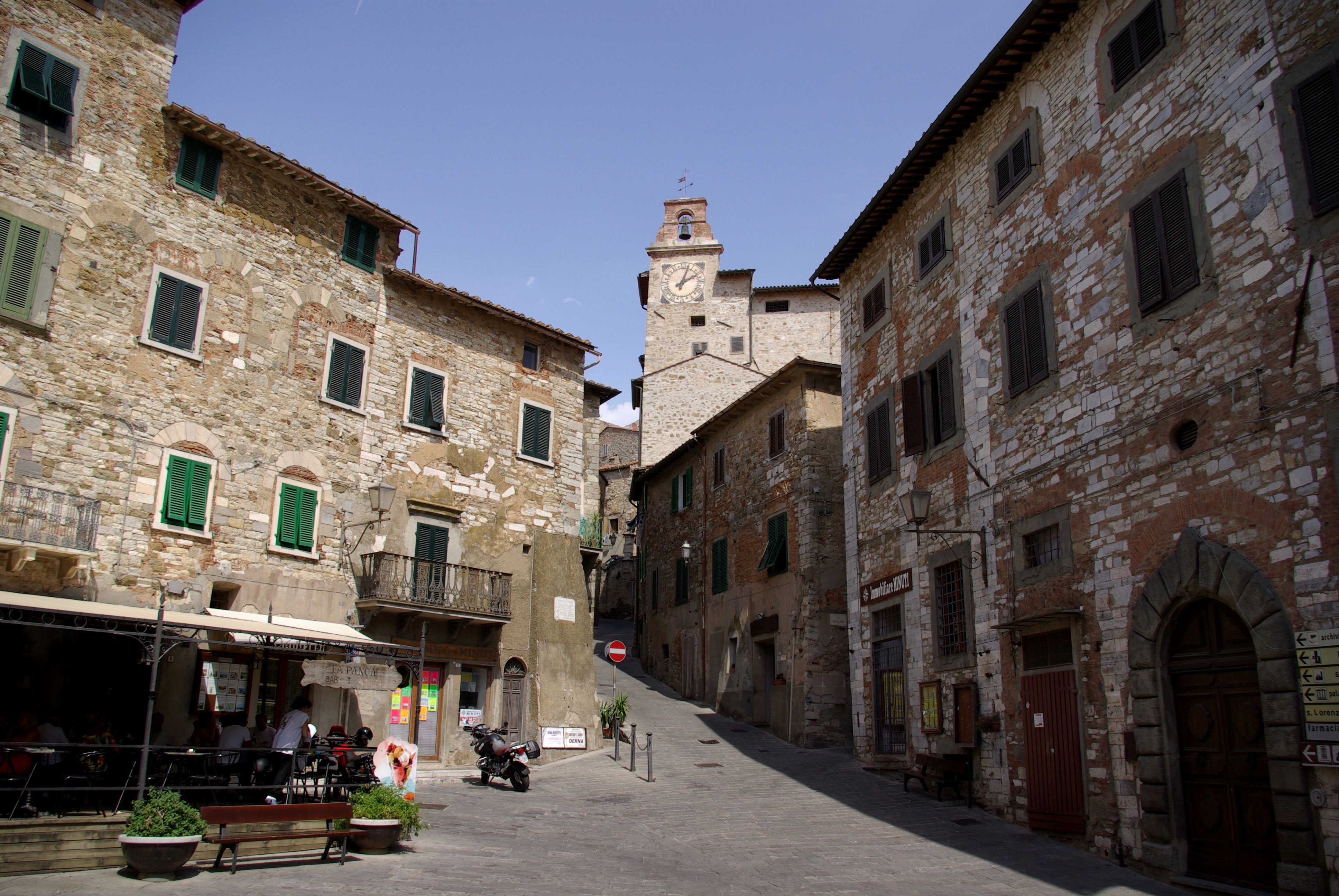
Blick von der Piazza Repubblica zum Palazzo Pretorio (mit Uhrturm)
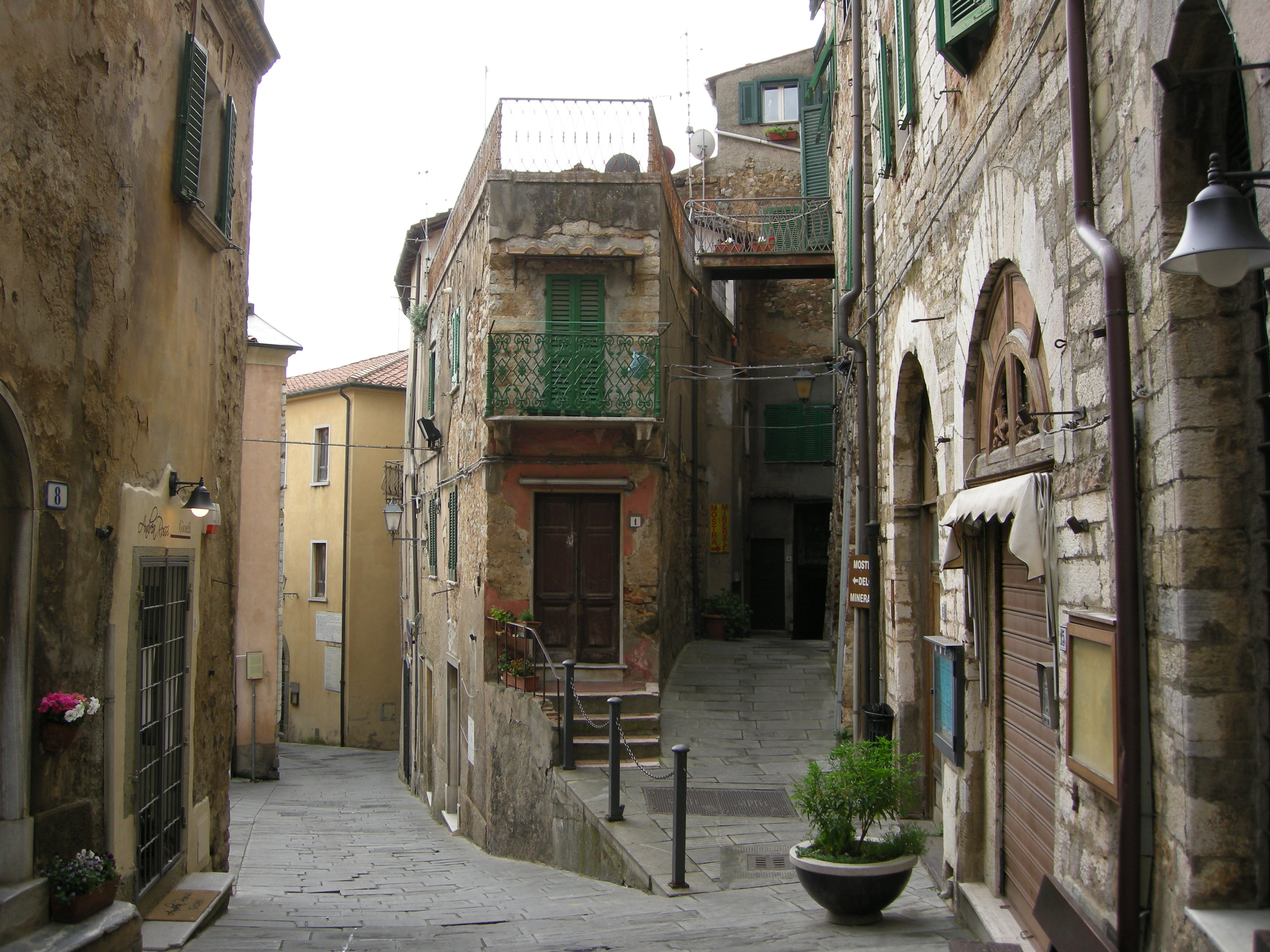
In der Altstadt
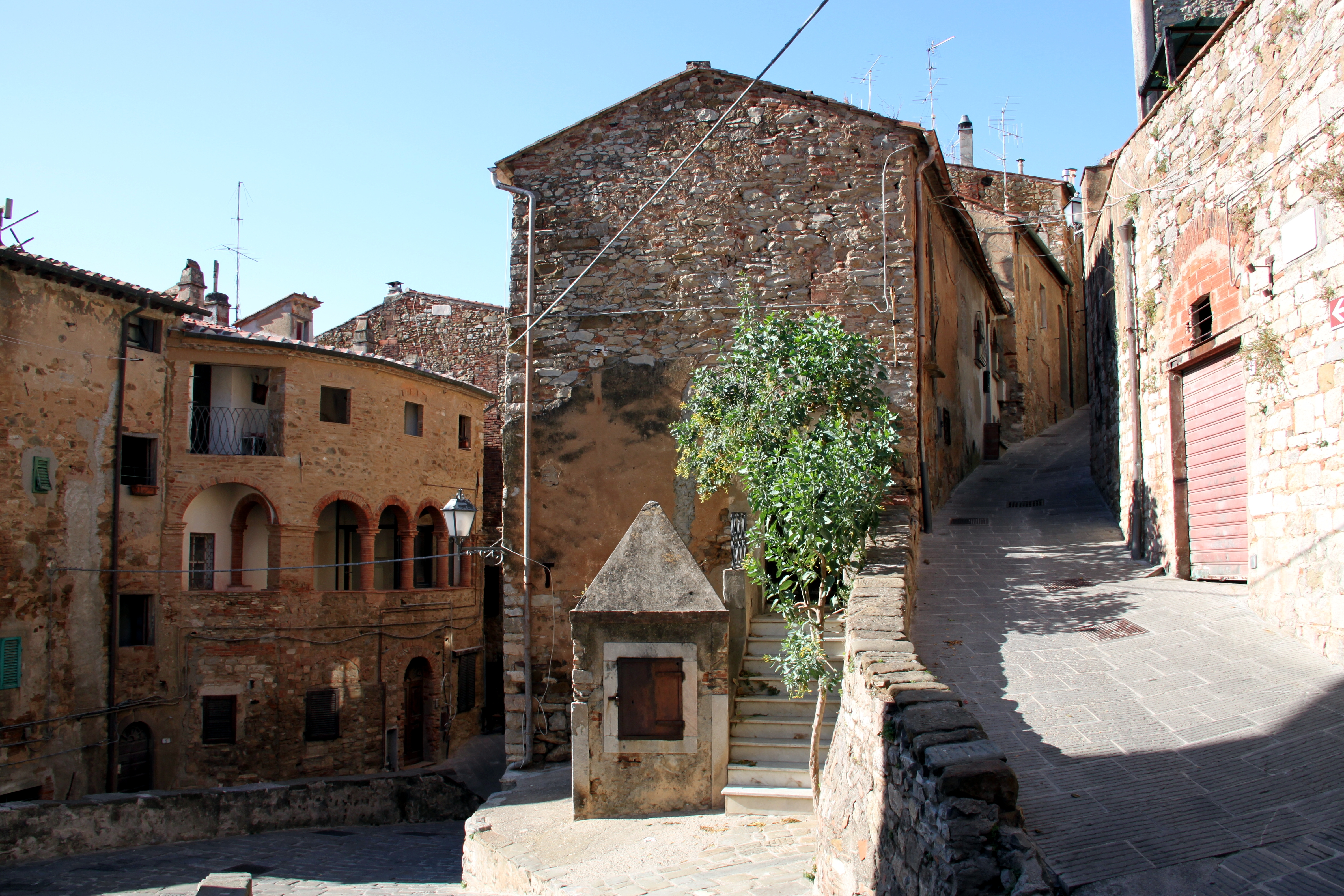
In der Altstadt
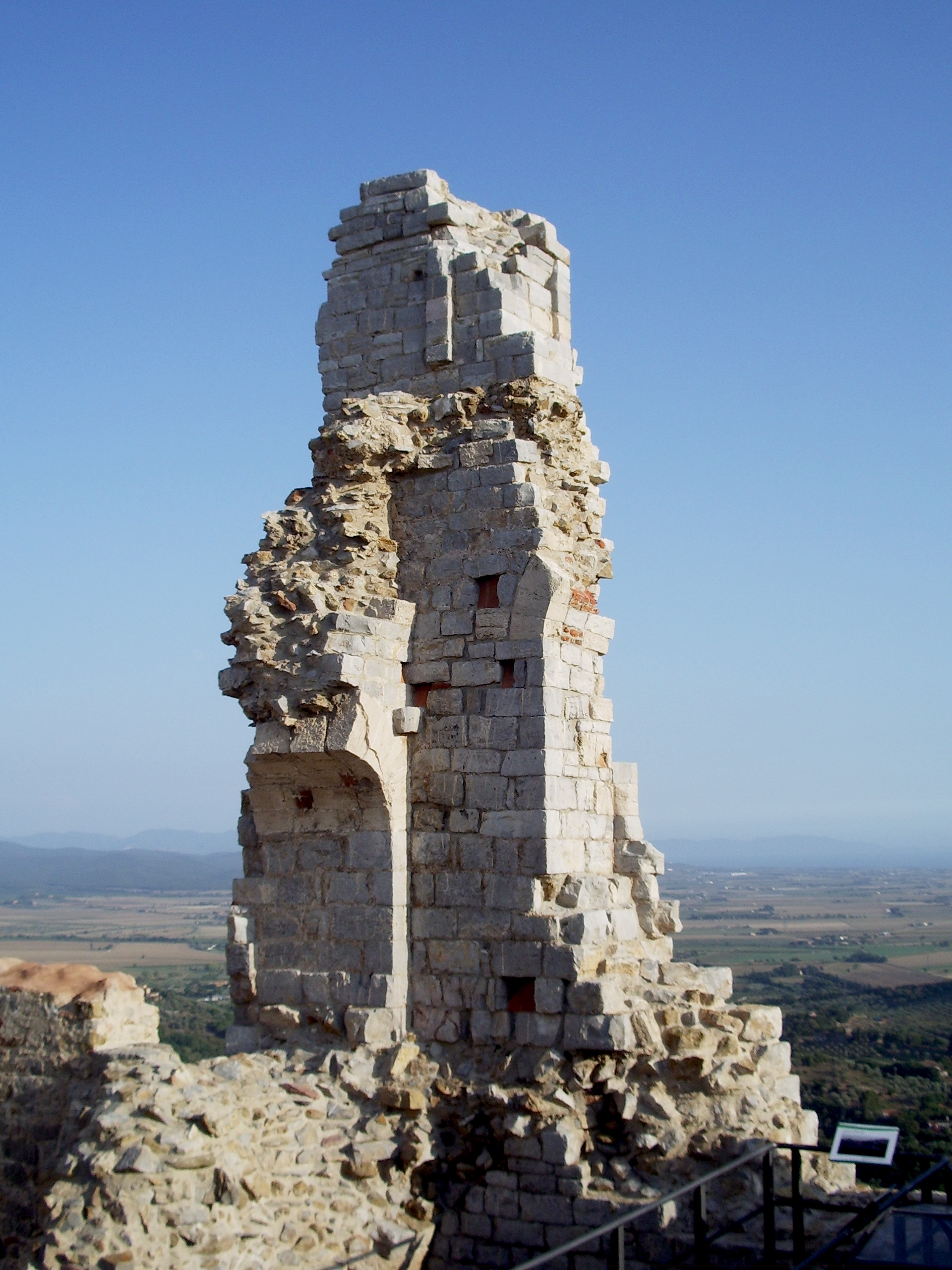
Ruine der Höhenburg (Rocca di Campiglia)
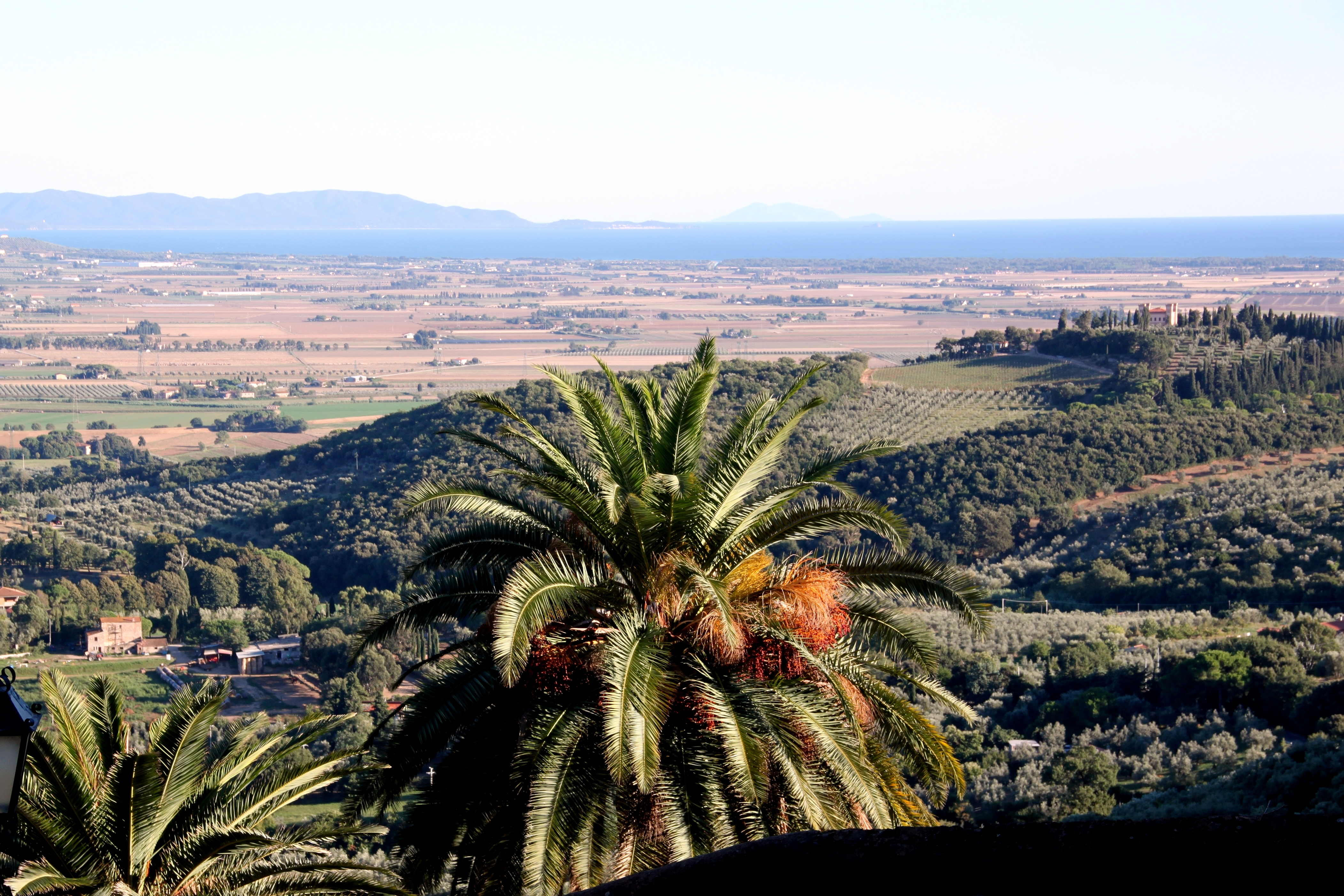
Blick von Campiglia über die Cornia-Ebene zum Golf von Follonica
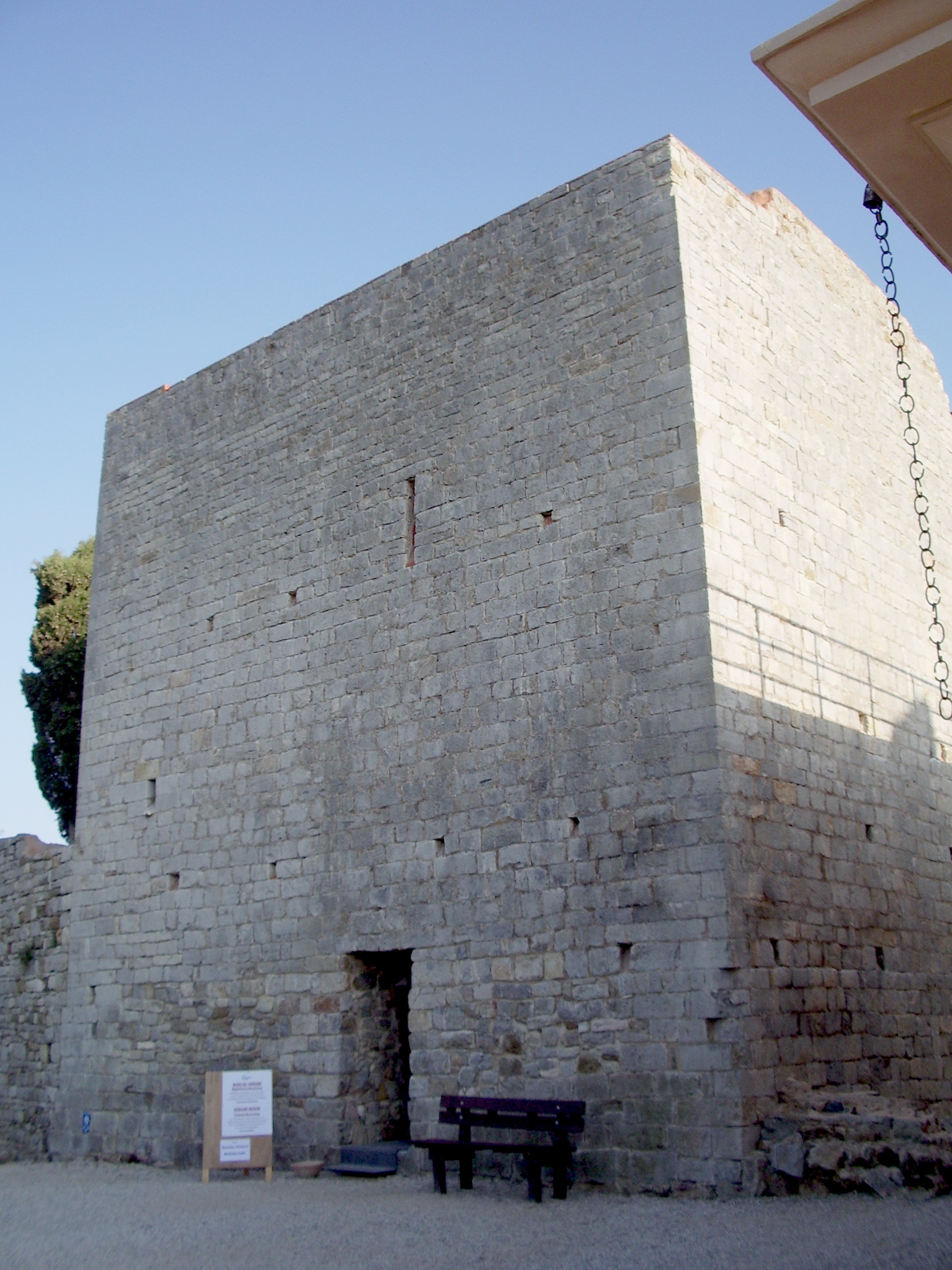
Waffenturm der Burg mit Museum
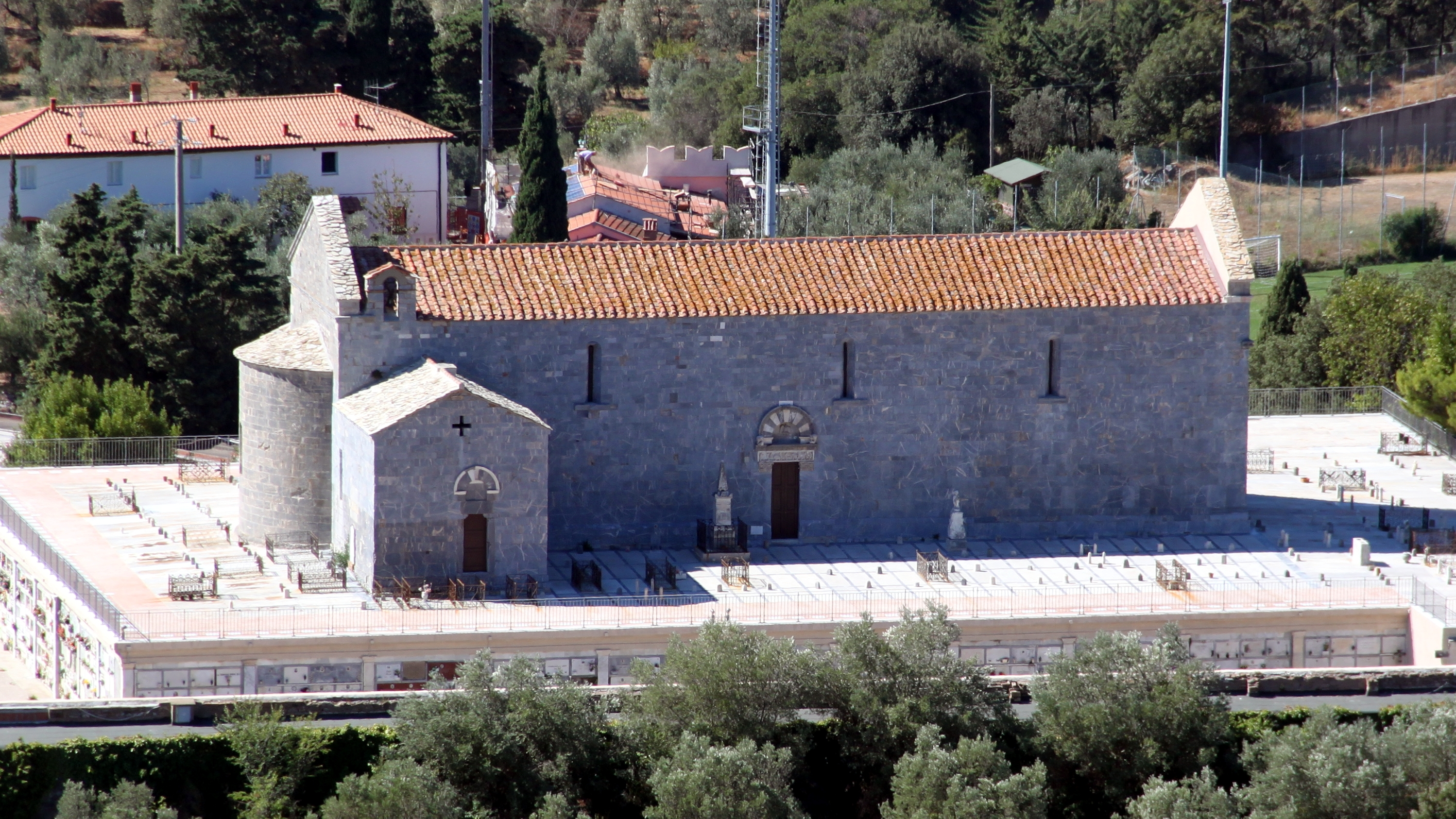
Pieve di San Giovanni (11. Jh., im Inneren mit Sator-Quadrat) auf dem Friedhof von Campiglia (Cimitero Monumentale)
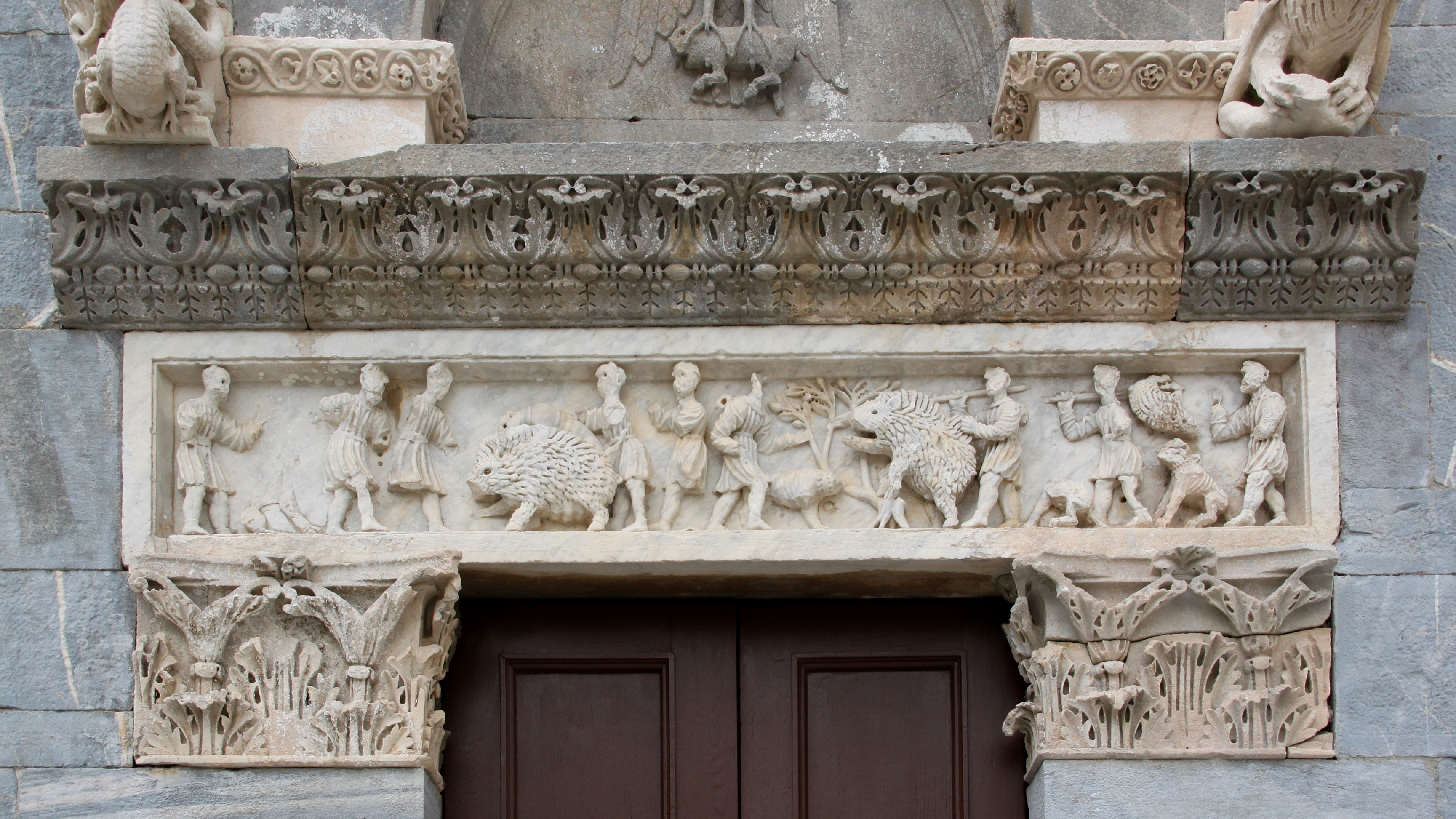
Pieve di San Giovanni, Akanthus-Fries und Darstellung von Jagdszenen über dem Nordportal

## Venturina

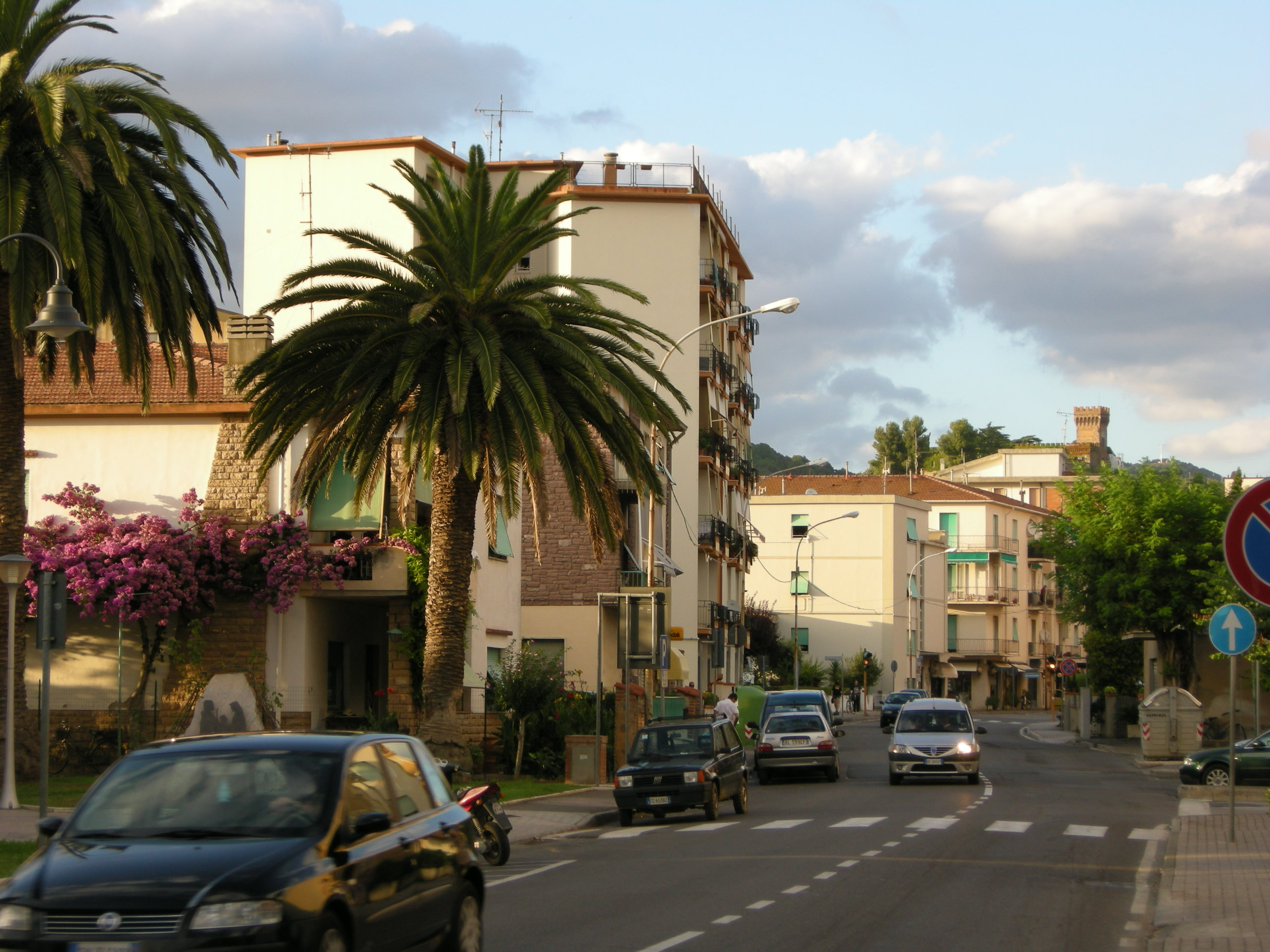
Venturina

Venturina mit seinem vom 20. Jahrhundert geprägten Ortsbild liegt 4,5 Straßenkilometer südwestlich von Campiglia an der historischen Trasse der Via Aurelia. Diese durchzieht den Ort schnurgerade von Nordwesten nach Südosten. Das in der freien Ebene gelegene Venturina (15 m über N. N.) wurde seit der Mitte des 19. Jahrhunderts weitgehend planmäßig angelegt. Das Städtchen mit seinen ca. 9000 Einwohnern bildet das Wohn- und Wirtschaftszentrum der Gemeinde Campiglia Marittima. Im Norden Venturinas befindet sich ein kleiner, natürlicher Thermalsee mit einer Temperatur von 36 °C. Er war schon den Etruskern bekannt (Caldana), wurde aber nachweislich erst von den Römern (Aquae Populoniae) genutzt.

## Archäologischer Bergbaupark von San Silvestro
Überregionale Bedeutung hat der Archäologische Bergbaupark von San Silvestro (Parco Archeominerario di San Silvestro). Auf dem 450 Hektar großen Gelände in den Hügeln nördlich von Campiglia wurden seit der Etruskerzeit bis zum Jahr 1976 Blei, Silber, Kupfer und Zink geschürft. Der Bergbaupark wurde 1996 für Besucher geöffnet und 2010 in die Liste der von der UNESCO geförderten Geoparks aufgenommen. In seiner Mitte erhebt sich die Bergarbeiter- und Metallschmelzer-Burg Rocca San Silvestro (10./11.–14. Jahrhundert).

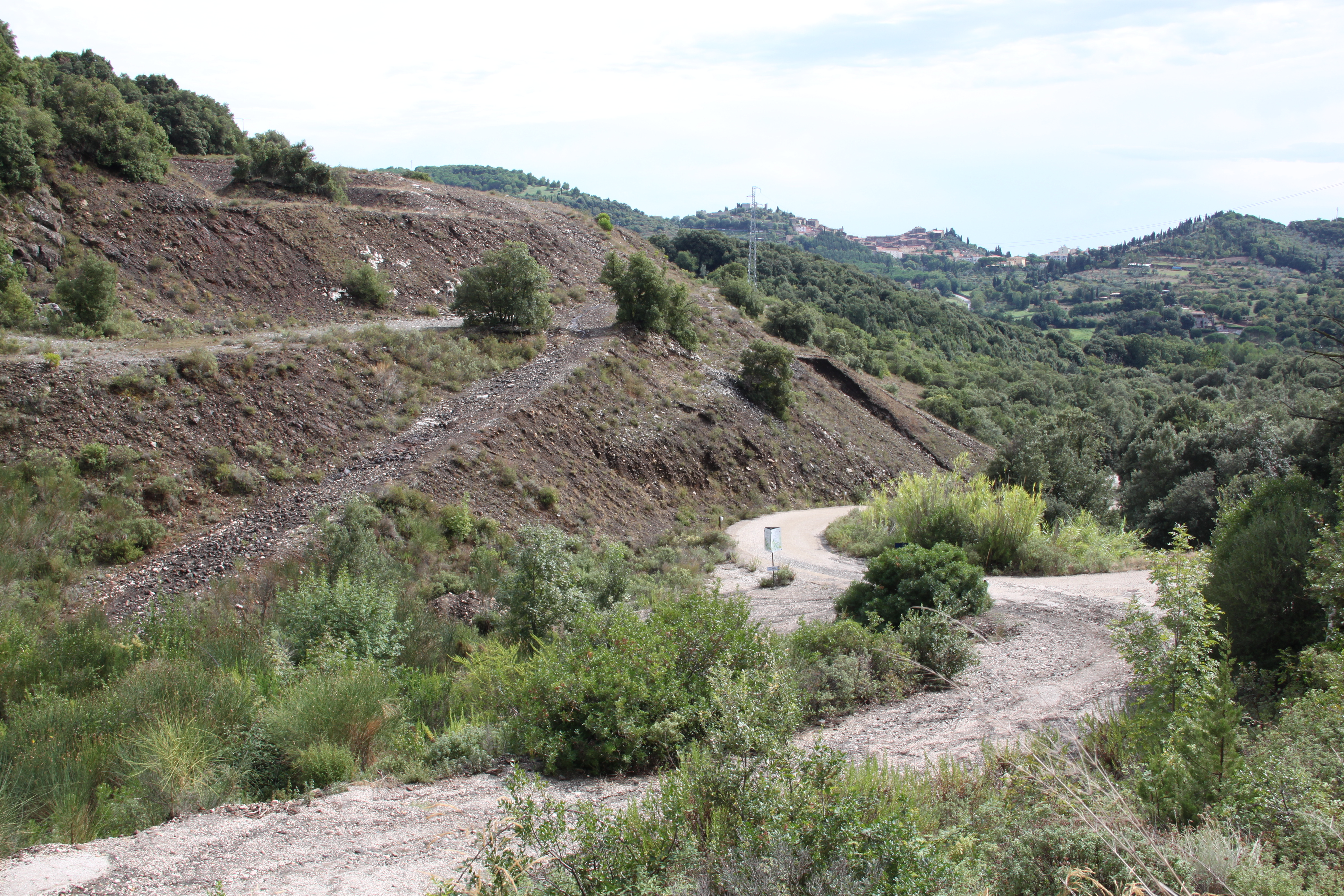
Archäologischer Bergbaupark von San Silvestro
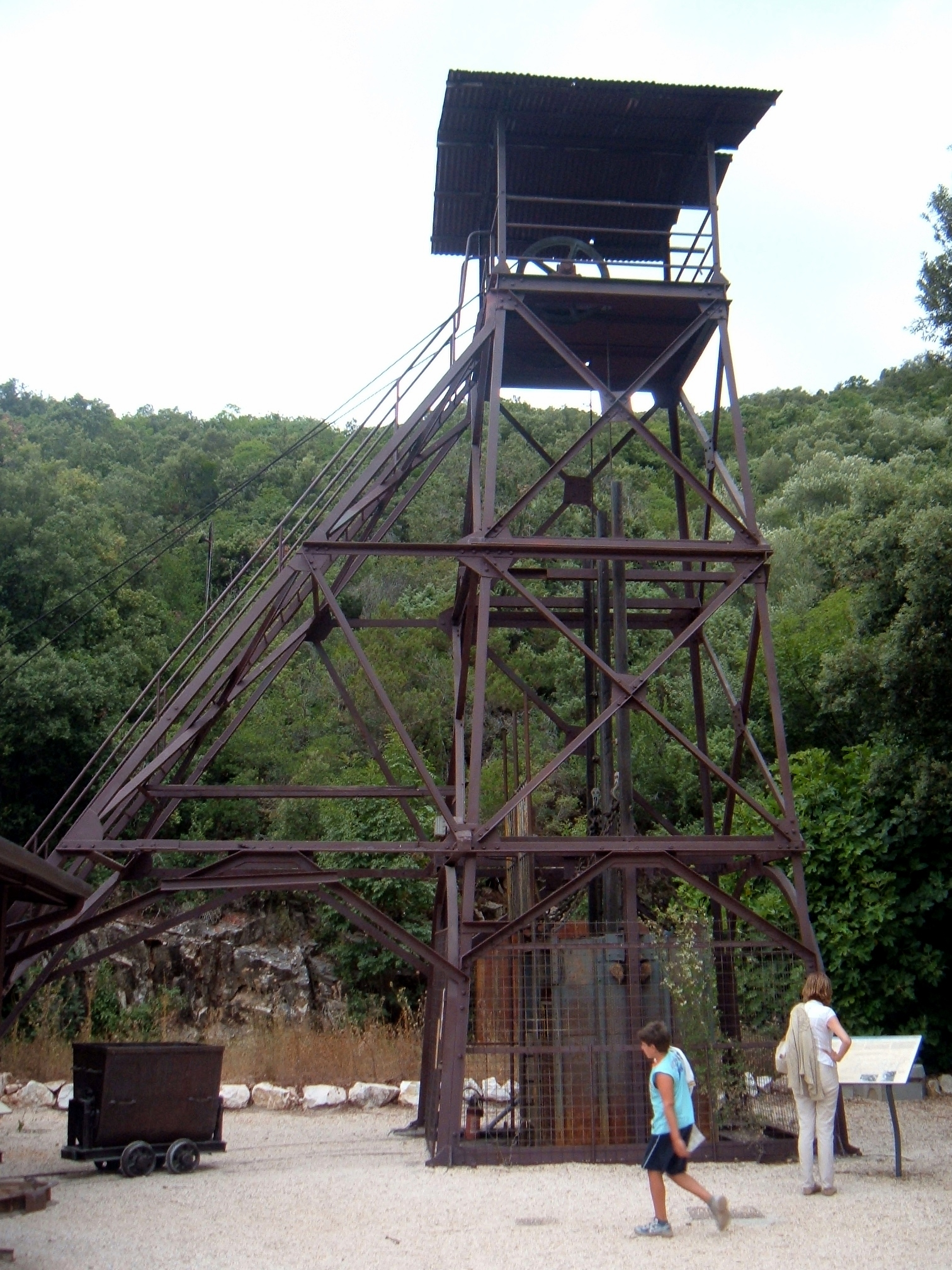
Stillgelegter Förderturm
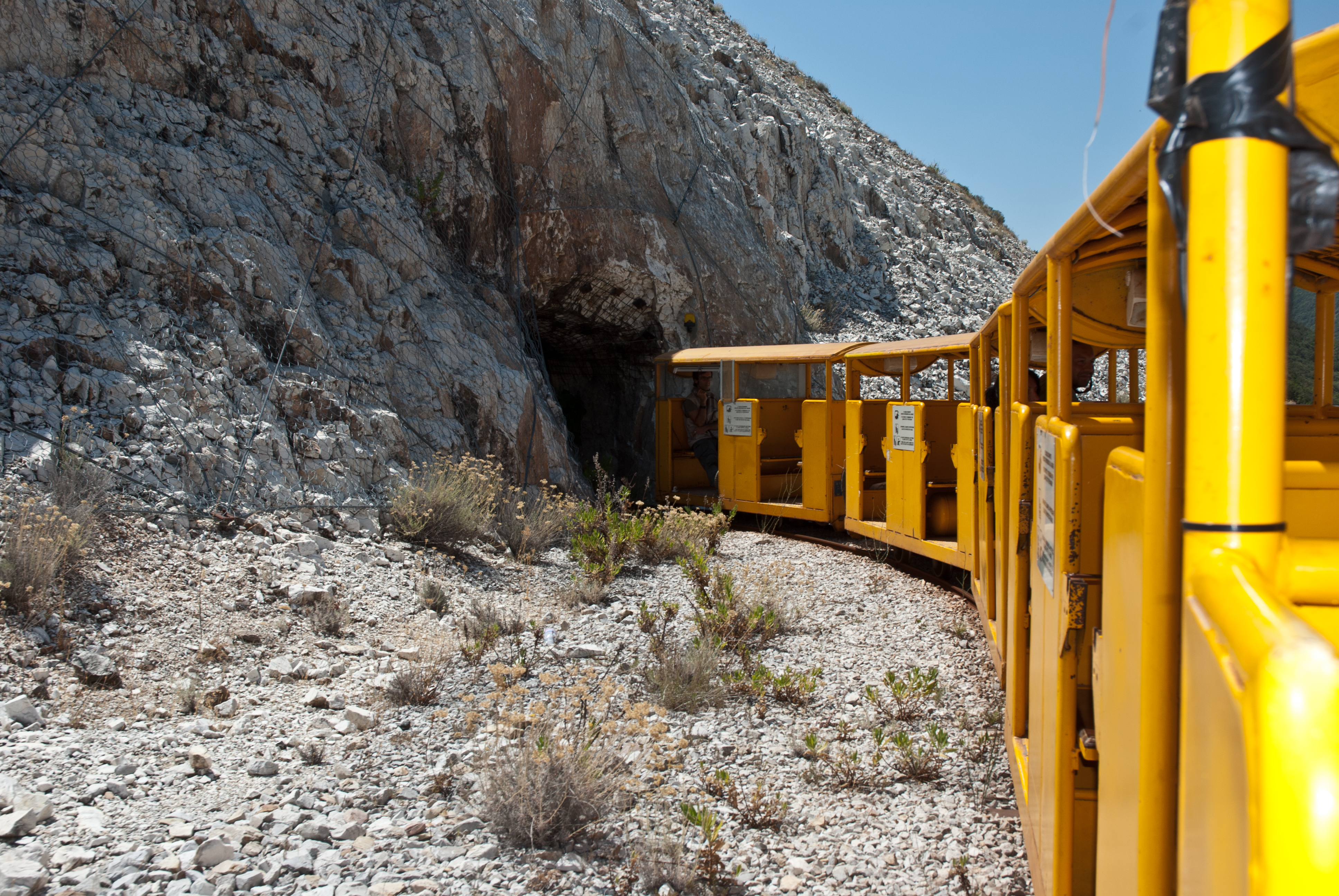
Bergwerksbahn für Besucher
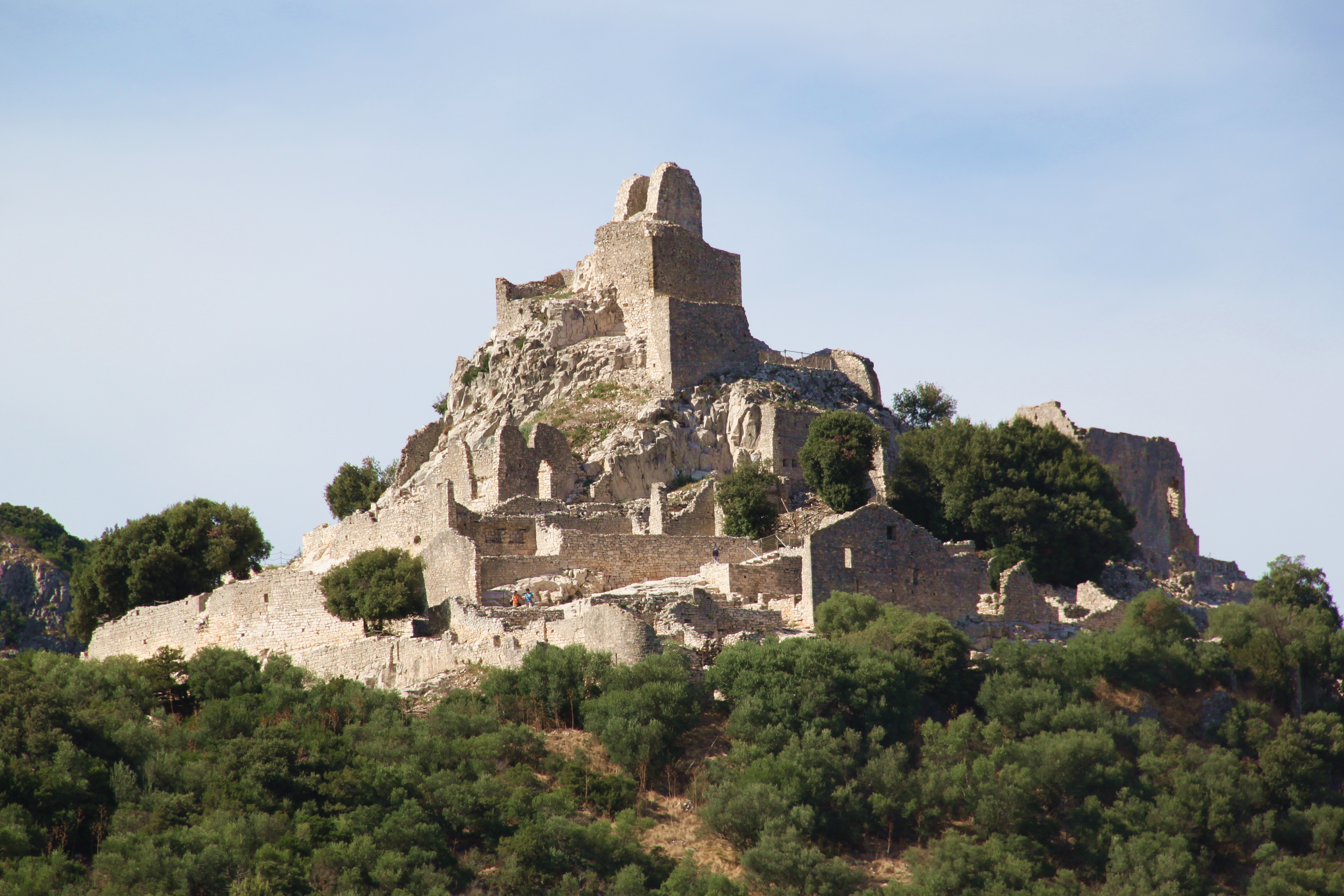
Rocca San Silvestro

## Hund „Lampo“

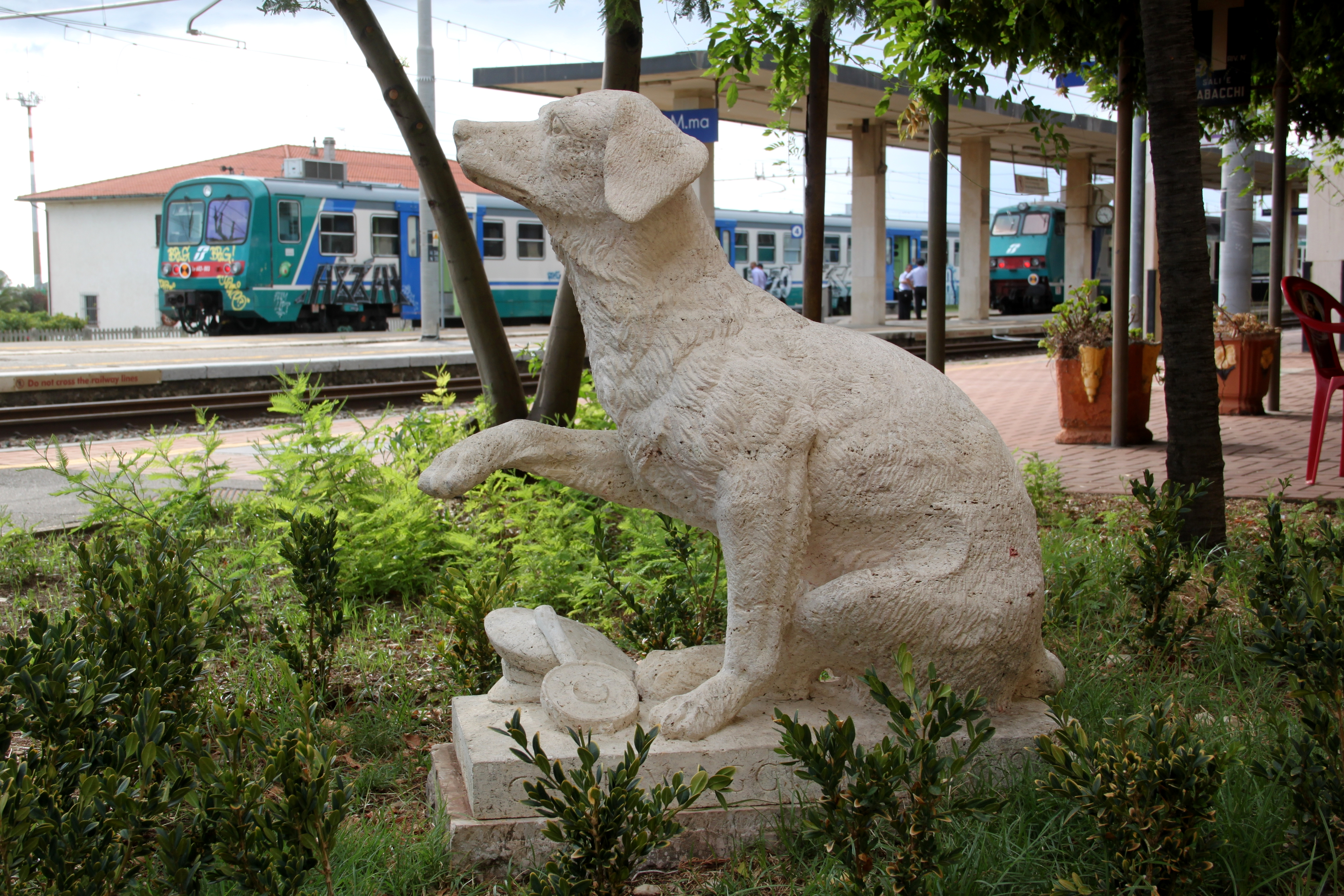
„Lampo“-Statue am Bahnhof von Campiglia Marittima

Im August 1953 sprang ein Mischlingshund unbekannter Abstammung in der Bahnstation „Campiglia Marittima“ aus einem Güterzug und bezog im Bahnhof Quartier. Er wählte sich für die nächsten acht Jahre Campiglia als Stützpunkt für seine Zugreisen kreuz und quer durch Italien. Er kannte die Zugverbindungen sogar besser als der Bahnhofsvorsteher. 1958 drehte die italienische Rundfunkgesellschaft den Dokumentarfilm Lampo, der reisende Hund und machte den Hund in Italien und darüber hinaus zu einer Berühmtheit. Zu dieser Zeit war Lampo einer der meistfotografierten Hunde der Welt. Sein Name Lampo (dt. „Blitz“), den ihm die Eisenbahner von Campiglia gaben, rührt daher, dass er wie ein Blitz aus heiterem Himmel in ihrem Leben auftauchte. Am 22. Juli 1961 wurde Lampo von einem Zug überfahren und vor einer Akazie auf dem Bahnhofsgelände begraben. 1962 wurde auf dem Bahnhofsgelände ein überlebensgroßes Standbild von Lampo errichtet, das noch heute zu sehen ist. Lampos engste menschliche Bezugsperson, der Bahnangestellte Elvio Barlettani, setzte ihm mit dem Buch Lampo fährt, wohin er will (Originaltitel: Lampo, il cane viaggiatore, 1962) ein literarisches Denkmal. 1967 wurde ein Buch des polnischen Schriftstellers Roman Pisarski veröffentlicht, in dem der Hauptheld Lampo war, Über den Hund, der die Eisenbahn fuhr (Originaltitel: O psie, który jeździł koleją).

## Verkehr
Über die Staatsstraße 1 (SS 1 Via Aurelia), die westlich und südlich an Venturina vorbeiführt, sowie die Bahnstation “Campiglia Marittima” südwestlich von Venturina ist die Gemeinde an den Fernverkehr mit Pisa und Rom angebunden.